# Carl Otto Schutte
Carl Otto Schutte (né le 5 octobre 1887 à Kansas City aux États-Unis et mort le 24 juin 1962 à Seattle) est un coureur cycliste sur piste et cycliste sur route américain des années 1910.

## Palmarès
- 1912
  -  Médaillé de bronze en contre-la-montre individuel aux Jeux olympiques de Stockholm
  -  Médaillé de bronze du classement par équipes aux Jeux olympiques de Stockholm